# Tragopogon armeniacus
Tragopogon armeniacus là một loài thực vật có hoa trong họ Cúc. Loài này được Kuth. miêu tả khoa học đầu tiên năm 1953.